# Liste der Monuments historiques in Gambaiseuil
Die Liste der Monuments historiques in Gambaiseuil führt die Monuments historiques in der französischen Gemeinde Gambaiseuil auf.

## Liste der Bauwerke
| Bezeichnung                           | Beschreibung                                             | Standort                | Kennzeichnung | Schutzstatus | Datum | Bild |
| ------------------------------------- | -------------------------------------------------------- | ----------------------- | ------------- | ------------ | ----- | ---- |
| Grenzsteine der Jagdallee von Karl X. | siehe auch Liste der Monuments historiques in Grosrouvre | Le Chêne Rogneux (Lage) | PA00087440    | Inscrit      | 1950  |      |

## Liste der Objekte
- Monuments historiques (Objekte) in Gambaiseuil in der Base Palissy des französischen Kultusministeriums